# Gurev Gap
Das Gurev Gap (englisch; bulgarisch Гурева седловина Gurewa sedlowina) ist ein in nord-südlicher Ausrichtung 2,8 km langer, 450 m hoher, flacher und vereister Bergsattel auf der Livingston-Insel im Archipel der Südlichen Shetlandinseln. Er liegt 5,13 km nordöstlich bis nördlich des Rezen Knoll sowie 3,2 km nördlich bis westlich des Mount Bowles und trennt das Einzugsgebiet des Kaliakra-Gletscher von der Eiskappe, die zur Hero Bay abfließt. Der Gebirgspass ist Teil der Überlandroute vom Balkan-Schneefeld zur Warna-Halbinsel.
Die bulgarische Kommission für Antarktische Geographische Namen benannte ihn 1997 nach dem bulgarischen Meteorologen Wasil Gurew, der ab 1994 in mehreren Kampagnen auf der St.-Kliment-Ohridski-Station tätig war.